# Chó ngao bò
Chó ngao bò (Bullmastiff) là một giống chó to lớn được lai tạo từ hai dòng chó ngao và chó bò Anh và có nguồn gốc ở Anh. Đây là một giống chó chọi to lớn, ban đầu dùng để phục vụ cho những cuộc chiến máu me, sau đó chúng dùng để canh gác, sử dụng để săn hươu và sau này là bầu bạn trong gia đình.

## Tổng quan
Nguồn gốc giống chó này được lại tạo ở Anh năm 1924 giữa 2 giống Bulldog và chó ngao Mastiff, BullMastiff được những người gác rừng dùng để truy tìm, ngăn chặn và bắt giữ những kẻ săn trộm. Sau này chúng còn được dùng để canh giữ kim cương trong các mỏ ở Nam Phi. Sau khi nhu cầu dùng chúng để canh gác rừng giảm dần thì với những con chó có màu vện nâu đã thể hiện được lợi thế lớn trong việc nguỵ trang trong bóng tối, do vậy chúng được sử dụng để săn hươu trong đêm tối. Giành được nhiều thành tích cho chó canh gác và đi săn, chúng được sử dụng trong các ngành như quân đội hay cảnh sát. Ngày nay, BullMastiff là những chú chó bầu bạn và canh gác cho các gia đình.

## Đặc điểm

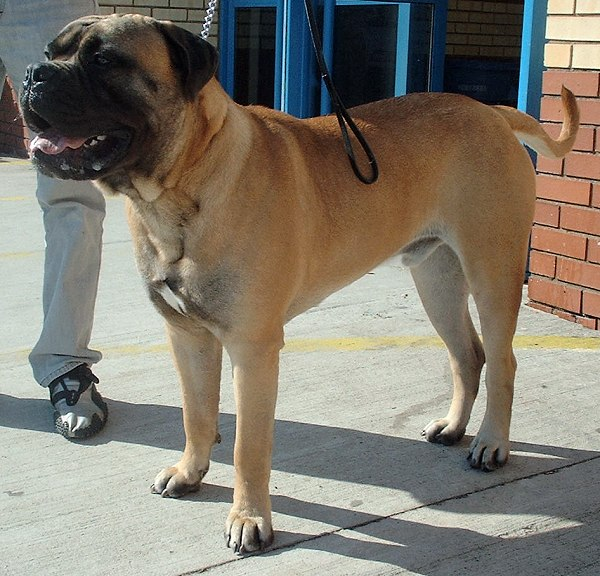
Một con chó ngao Bun

Chó ngao Bun là giống chó có dáng vẻ to lớn, trông mạnh mẽ nhưng lại không nặng nề. Con đực cao từ 63 đến 69 cm, con cái cao từ 61–66 cm. Con đực có cân nặng từ 50–60 kg, trong khi đó con cái cân nặng từ 45–54 kg. Đầu chúng rộng và khá ngắn, vuông vức, mõm màu tối và chiếm khoảng 1/3 chiều dài của toàn bộ đầu. Mũi màu đen với lỗ mũi lớn. Đôi mắt màu nâu tối với kích cỡ vừa phải biểu thị sự thông minh lẫn cảnh giác. Tai hình chữ V thường có màu tối và áp sát vào đầu. Hàm răng dưới hơi chìa ra. Lưng chúng ngắn và thẳng. Bộ lông ngắn, khá dày với các màu vện, nâu vàng hoặc đỏ.
Tuổi thọ dưới 10 năm, số chó con sinh ra từ 4-13 con mỗi lứa, trung bình là tám con. Mặc dù to lớn nhưng chúng cũng có nguy cơ bị các khối u và các bệnh về mắt. Các bênh về tiêu hoá và dạ dày có thể đe doạ chúng, do vậy nên cho chúng ăn một ngày hai đến đến bữa hơn là chỉ cho ăn dồn vào một bữa. Không nên cho chúng ăn quá nhiều vì chúng có thể sẽ bị béo phì. Chúng thường bị nhỏ dãi và ngáy. Bộ lông chúng ngắn và khá dày dễ chăm sóc, chỉ tắm cho chúng bằng dầu gội khi cần thiết. Chúng rụng lông tương đối ít và cần cắt tỉa các móng chân khi chúng qua dài.

## Tập tính

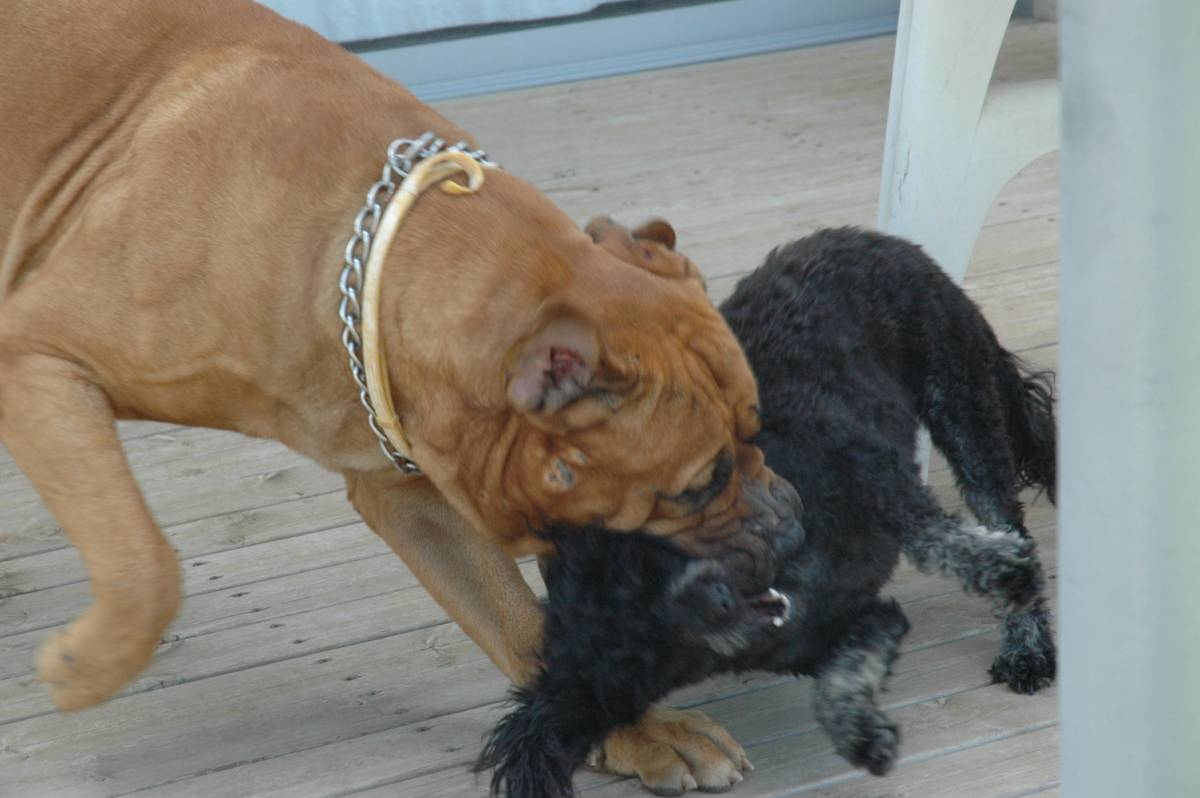
Một con chó ngao Bun đang chơi đùa

Chúng là giống chó canh gác tốt và cảnh giác, với nhiều tố chất tốt mặc dù có thể tỏ ra khá bướng bỉnh. Chúng biết nghe lời trừ khi bị trêu chọc, luôn tỏ ra can đảm cũng như có bản năng bảo vệ lãnh thổ cao. Chúng có thể tấn công những kẻ xâm phạm bất hợp pháp, quật ngã và bắt giữ họ nhưng lại khá dịu dàng với trẻ em. Chúng cũng là những con chó có độ thông minh, điềm tĩnh, và trung thành, cần sự quan tâm, chăm sóc ân cần từ những người chủ.
Là giống chó cực kì mạnh mẽ do vậy cần có những người chủ kiểm soát được chúng nhất là việc cần được huấn luyện để biết vâng lời và cần dạy chúng không kéo sợi xích khi người chủ dắt chúng cũng như việc cho chúng hoà đồng chúng với mọi người xung quanh cũng như với các con vật nuôi khác ngay khi chúng còn nhỏ và chúng có thể sống chung với những con vật nuôi khác nếu được tiếp xúc từ bé. Chúng có thể hung dữ với những con chó khác hoặc dè dặt với người lạ.
Chó ngao Bun tỏ ra hung dữ hơn so với giống chó ngao và rất nhạy cảm với giọng nói của người chủ. Chúng có thể sống trong căn hộ nếu được tập luyện đầy đủ. Tuy nhiên chó ngao Bun tương đối thụ động khi ở trong nhà, nên có một cái sân nhỏ dành cho chúng. Nhiệt độ qua lạnh hay quá nóng đều làm chúng khó chịu. Giống chó ngao Bun có xu hướng khá lười nhác vì vậy cần có các bài tập với cường độ vừa phải dành cho chúng.